# Miles Robbins
Miles Robbins, né le 4 mai 1992 à New York, est un acteur et musicien américain. Il est principalement connu pour ses rôles dans Contrôle parental (2018), Halloween (2018) et Daniel Isn't Real (2019).

## Biographie
Miles Guthrie Tomalin Robbins est né le 4 mai 1992 à New York. Pendant trois ans, il étudie le cinéma documentaire et la production musicale à l'Université Brown mais part avant d'obtenir son diplôme. Il est le fils des acteurs Tim Robbins et Susan Sarandon. Sa demi-sœur est l'actrice Eva Amurri et son frère aîné est le réalisateur Jack Henry Robbins.
Dans son temps libre il fait des lives sur Twitch sous le pseudonyme : "ComputerTimeWithMiles"

## Filmographie

### Cinéma
- 1995 : La dernière marche : garçon à l'église
- 2009 : Pour l'amour de Bennett : Sean Brewer
- 2017 : My Friend Dahmer : Lloyd Figg
- 2018 : Contrôle parental : Connor
- 2018 : High Resolution : Calvin
- 2018 : Halloween : Dave
- 2019 : Daniel Isn't Real : Luke
- 2019 : Le Jour viendra où... : Josh
- 2019 : Flocons d'amour : Billy
- 2020 : Qui a peur des monstres ? : Reid (voix)
- 2023 : Old Dads de Bill Burr
- 2024 : Y2K de Kyle Mooney : Nugz

### Télévision

#### Séries télévisées
- 2017 : The Get Down : Dee Dee Ramone
- 2017 : Webseries : Miles (4 épisodes)
- 2018 : Mozart in the Jungle : Erase Face / Danny (4 épisodes)
- 2018 : X Files: aux frontières du réel : Jackson Van De Kamp / William (3 épisodes)
- 2020 : Miracle Workers : Tristan[4]
- 2025 : Untiteld Rachel Sennott Project

#### Téléfilms
- 2009 : Possible Side Effects : Chip Hunt

### Jeux vidéo
- 2022 : The Quarry : Dylan Lenivy (voix et modèle)[5]